# Jean-Marie Goasmat
Jean-Marie Goasmat   (Camors, 28 de març de 1913 - Pluvigner, 21 de gener de 2006) va ser un ciclista francès, que pel fet de viure a Pluvigner era conegut com el follet de Pluvigner. Va ser un dels esportistes més populars de la Bretanya.
La seva carrera esportiva es desenvolupà entre 1933 a 1951. En aquests anys aconseguí una trentena de victòries, sent la més importants una etapa del Tour de França de 1936. El 1937 guanyà el Gran Premi de Plouay. El 1939 havia de liderar l'equip al Tour de França, però no ho va poder fer per estar fent el servei militar.

## Palmarès
- 1934
  - 1r al Circuit de l'Aulne
- 1935
  - 1r al Gran Premi de Pentecostes a Saint-Nazaire
- 1936
  - Vencedor d'una etapa del Tour de França
- 1937
  - 1r al Circuit de l'Oest
  - 1r a la Vire-Cherbourg-Vire
  - 1r al Gran Premi de Plouay
  - 1r al Circuit d'Auray
  - 1r al Gran Premi de Redon
- 1938
  - 1r a la París-Camembert
  - Vencedor d'una etapa al Circuit de Morbihan
- 1939
  - Campió de França militar
  - Vencedor d'una etapa de la Rouen-Caen-Rouen
- 1941
  - 1r al Critèrium de França (zona ocupada)
  - 1r al Circuit d'Auray
  - 1r al Critèrium de Bretanya
  - 1r a la Polymultipliée
- 1942
  - 1r al Gran Premi de les Nacions (zona lliure)
  - 1r al Critèrium de França (zona ocupada)
  - 1r a la Polymultipliée
- 1943
  - 1r al Circuit de les Viles de l'Aigua d'Alvèrnia
  - 1r al Critèrium del Centre
- 1945
  - 1r al Circuit Lyonnais
- 1950
  - Vencedor d'una etapa de la Volta a Luxemburg
- 1951
  - 1r de la París-Bourges

### Resultats al Tour de França
- 1936. 28è de la classificació general i vencedor d'una etapa
- 1937. 18è de la classificació general
- 1938. 11è de la classificació general
- 1947. 9è de la classificació general
- 1948. Abandona (11a etapa)
- 1949. 22è de la classificació general
- 1950. 35è de la classificació general
- 1951. 21è de la classificació general

### Resultats al Giro d'Itàlia
- 1938. 18è de la classificació general